# Невесель (деревня)
Невесель — Деревня в Угранском районе Смоленской области России. Входит в состав Всходского сельского поселения.
Население — 4 жителя (2007 год). Последний житель выписался 15.05.2021. В настоящее время постоянных жителей нет.
Расположена в юго-восточной части области в 22 км к юго-западу от Угры, в 6 км западнее автодороги Знаменка-Спас-Деменск, на берегу реки Угра. В 24 км юго-восточнее от деревни находится железнодорожная станция Баскаковка на линии Торжок-Брянск.

## История
В годы Великой Отечественной войны деревня была оккупирована гитлеровскими войсками в октябре 1941 года, освобождена в марте 1943 года.